# MaYoMo
MaYoMoは「市民ジャーナリズム」を掲げる、動画をベースにしたユーザーによるニュース発信が可能な動画共有サイト。2009年10月に公式に開始された。

## 概要
MaYoMoはオランダ北ホラント州アムステルダムに拠点を置く、MaYoMo B.V.により運営されている。
ユーザは世界各地で起きている様々なニュースや各種情報を動画として投稿すると同時に、MaYoMoが提供する、インタラクティブな世界地図の上に位置情報を取得し表示するAPI（Geolocationと呼ばれる）を使用して、その動画に関する出来事が、世界のいつ・どの地域で起こったかを示すことができる。
また提供されたニュース情報は、その出来事が起こったタイムラインに沿って並べられる。タイムラインのインジケーターは、1895年から2100年まで表示が可能。 
ユーザーは投稿されたニュースに関して、コメントをつけたり、ランキングをつけたりすることが可能。